# Lonchaea vockerothi
Lonchaea vockerothi is een vliegensoort uit de familie van de Lonchaeidae. De wetenschappelijke naam van de soort is voor het eerst geldig gepubliceerd in 1964 door McAlpine.